# Kadri Hinrikus

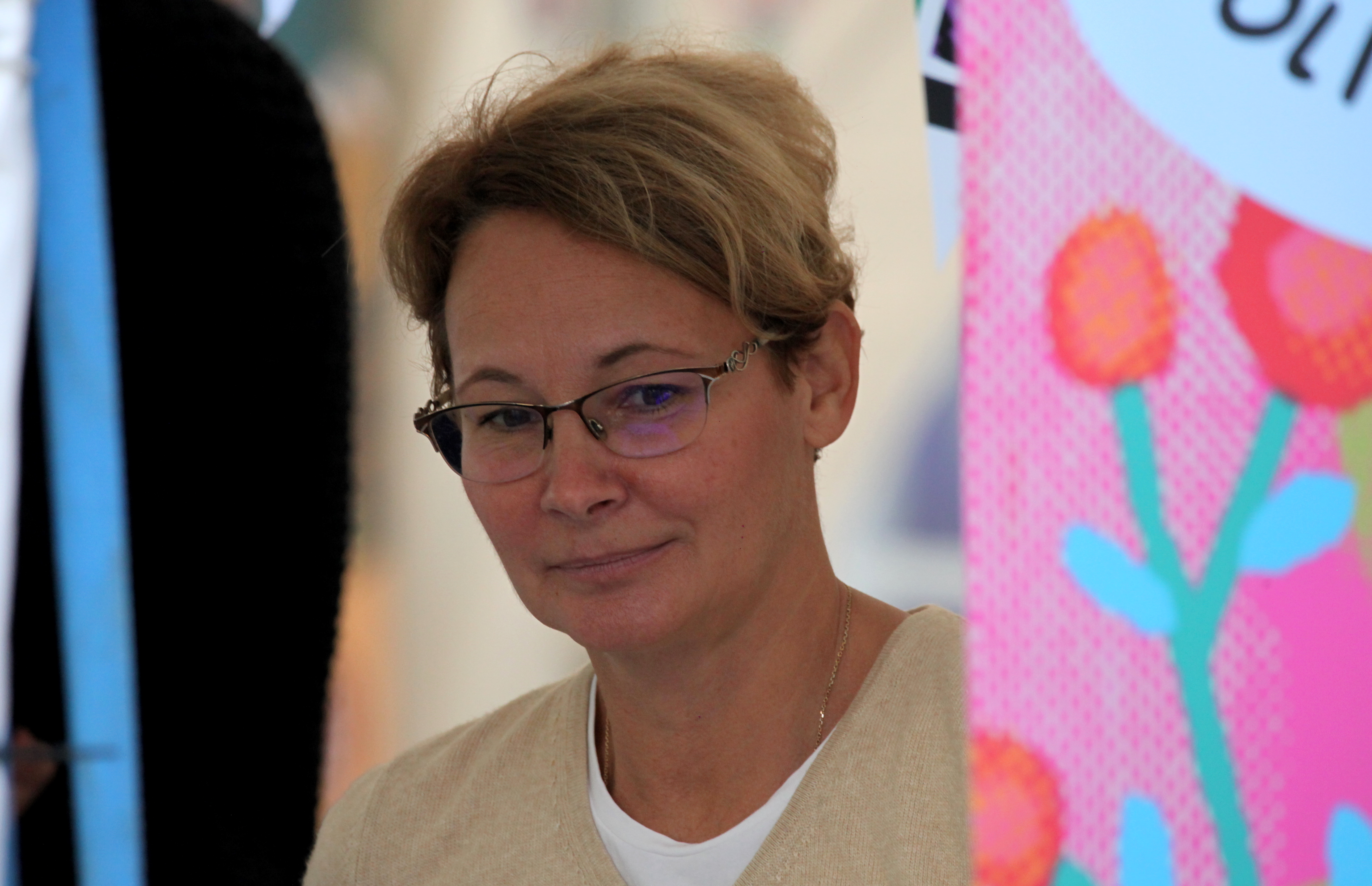
Kadri Hinrikus (2021)

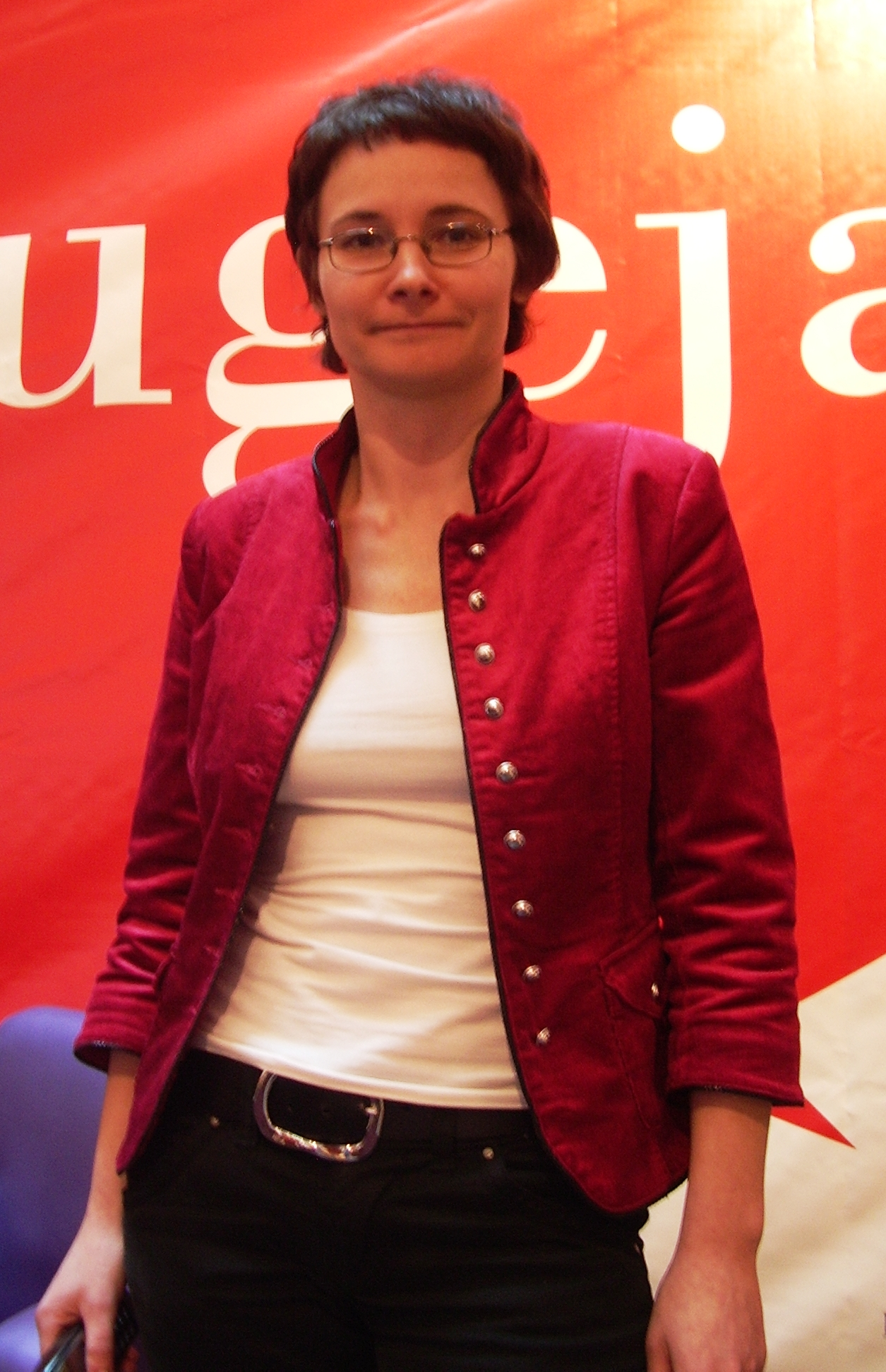
Kadri Hinrikus (2010)

Kadri Hinrikus (* 22. Juni 1970) ist eine estnische Journalistin und Kinderbuchautorin.

## Leben
Hinrikus studierte von 1988 bis 1992 an der Universität Tallinn Theaterregie. Anschließend war sie zwei Jahre bei einem Rundfunksender angestellt und ab 1997 Nachrichtenredakteurin und -sprecherin beim Estnischen Fernsehen. Seit 2019 ist sie Redakteurin der estnischen Kinderzeitschrift Täheke ('Sternchen').

## Werk
Hinrikus debütierte 2008 mit dem Erinnerungsbuch Miia und Friida, dem sie im nächsten Jahr Als die Mütter klein waren folgen ließ. Beide Bücher fußen auf den Erinnerungen aus ihrer Familie, wodurch die Autorin den heutigen jugendlichen Leserinnen und Lesern die Nachkriegszeit mit ihren Schwierigkeiten und Widersprüchen näher bringen will. Auch in ihrem späteren Werk stehen gesellschaftliche Probleme zentral. In Mögen dich gute Feen beschützen (2012) behandelt sie beispielsweise eine Familie, in der achtjährige Zwillinge ihre Mutter verloren haben und alleine beim Vater aufwachsen. Generell wird der Autorin „ein scharfes Auge für aktuelle gesellschaftliche Probleme (Kinderarmut, ausgesetzte Haustiere)“ attestiert.

## Auszeichnungen
- 2018 Kinderbuchpreis von Tartu

## Bibliografie
- Miia ja Friida. ('M. und F.'). Tallinn: Eesti Ekspressi Kirjastus 2008. 159 S.
- Kui emad olid väikesed ('Als die Mütter klein waren'). Tallinn: Eesti Ekspressi Kirjastus 2009. 96 S.
- Põmmu, Podsu ja teised sõbrad ('P., P. und andere Freunde'). Tallinn: AS Eesti Ajalehed 2010. 47 S.
- Et head haldjad sind hoiaksid ('Mögen dich gute Feen beschützen'). Tallinn: Tammerraamat 2012. 102 S.
- Konnade mäss ('Aufstand der Frösche'). Tallinn: Tammerraamat 2014. 25 S.
- Suur maailmareis ('Die große Weltreise'). Tallinn: Tammerraamat 2015. 63 S.
- Taaniel Teine ('Taaniel der Zweite'). Tallinn: Tammerraamat 2015. 108 S.
- Sandra 12 kuud ('Sandras 12 Monate'). Tallinn: Tammerraamat 2016. 53 S.
- Katariina ja herned ('Katariina und die Erbsen'). Tallinn: Tammerraamat 2017. 75 S.
- Sõna vägi on suurem kui sõjavägi ('Wortmacht ist stärker als Kiregsmacht'). Tallinn: Koolibri 2018. 44 S.
- Ära muretse mu pärast ('Mach dir keine Sorgen um mich'). Tallinn: Tammerraamat 2018. 66 S.
- Tohuvabohu ('Tohuwabohu'). Tallinn: Tallinna Keskraamatukogu 2019. 48 S.
- Millest sa unistad? ('Wovon träumst du?'). Tallinn: Tammerraamat 2019. 72 S.
- Taks ja Dogi ('Taks und Dogi'). Tallinn: Tammerraamat 2020. 70 S.